# Рагнар Йонасон
Рагнар Йонасон (на исландски: Ragnar Jónasson) е исландски юрист, журналист, преводач и писател на произведения в жанра трилър и криминален роман.

## Биография и творчество
Рагнар Йонасон е роден през 1976 г. в Рейкявик, Исландия, в семейството на Йонас Рагнарсон, редактор в Cancer Society, и Катрин Гуджонсдотир, медицински секретар в Службата на Национална медицинска експертиза. Израства в Копавогур и Графарвогур. Завършва гимназия в Исландското бизнес училище и се дипломира като юрист в Исландския университет. Едновременно със следването си работи и като репортер в Националната телевизия. Също така от 17-годишна възраст прави превод на исландски на 14 произведения на Агата Кристи.
След дипломирането си работи като ръководител на офиса на ликвидационния администратор на банка „Кауптинг“ (сега банка „Арион“) и директор на правната консултация на банката. Преподава и авторско право в Юридическия факултет на Исландския университет. В периода 2015 – 2019 г. е главен юрисконсулт на дружеството за управление на фондове „Гама“, а от 2019 г. работи в отдела за инвестиционно банкиране на банка „Арион“.
Първият му роман Fölsk nóta (Фалшива бележка) от поредицата „Сиглюфьордюр“ е издаден през 2009 г. Той предистория за инспектор Ари Тор Арасон. Той получава огромна сметка от чуждестранна кредитна карта, която се оказва на името на баща му изчезнал мистериозно преди много години, и той решава да потърси истината за случилото се.
През 2010 г. е издаден трилърът му „Снежна слепота“, вторият от поредицата. Ари Тор Арасон е млад полицай, новото попълнение в полицейския участък в Сиглюфьордюр – идилично рибарско градче в най-северните части на Исландия, където хората не заключват вратите си, а животът върви в спокоен ритъм. Всичко в представите му рухва, когато млада жена е открита в безсъзнание в снега, а известен писател среща смъртта при мистериозни обстоятелства. Ари прави разследване в една нова за него общност, където явно тайните и лъжите са начин на живот, а убиецът е на свобода. Писателят използва за фон на историите си градчето Сиглюфьордюр, откъдето са неговите баба и дядо. Романът става бестселър и го прави известен.
В следващите години са издадени и криминалните му романи „Черен мрак“, „Ледена тишина“, „Северни стихии“, които са истории за следващите случаи на инспектор Ари Тор Арасон.
През 2015 г. е публикуван романът му Dimma (Тъмнина), първият от трилогията „Хулда“. Главна героиня е следователката Хулда Хермансдотир от криминалната полиция в Рейкявик, трябва да разследва стар случай малко преди ранното си пенсиониране. Романът е обявен за един от 100-те най-добри криминални и трилъри от „Таймс“. Работи се за екранизиране на романа в телевизионен сериал.
Произведенията на писателя често са в списъците на бестселърите. Те са преведени на 27 езика и са издадени в над 2 милиона екземпляра в повече от 40 страни по света. Разказите му са публикувани в различни списания и антологии.
Заедно с писателката Ирса Сигурдардотир той е съосновател на Международния фестивал за детективски романи Iceland Noir. Член е на Асоциацията на писателите на криминални романи на Великобритания.
Женен е за Мария Маргрет Йоханесдотир и имат две дъщери.
Рагнар Йонасон живее със семейството си в Рейкявик.

## Произведения

### Самостоятелни романи
- Þorpið (2018)[2][4]
- Úti (2021)

### Поредица „Сиглюфьордюр/Тъмна Исландия“ (Siglufjörður)
1. Fölsk nóta (2009) – предистория за инспектор Ари Тор Арасон[2][4]
2. Snjóblinda (2010)[1][3]
Снежна слепота, изд.: ИК „ЕРА“, София (2020), прев. Росица Тодорова
3. Myrknætti (2011)
Черен мрак, изд.: ИК „ЕРА“, София (2021), прев. Росица Тодорова
4. Rof (2012)
Ледена тишина, изд.: ИК „ЕРА“, София (2021), прев. Росица Тодорова
5. Andköf (2013)
Северни стихии, изд.: ИК „ЕРА“, София (2022), прев. Росица Тодорова
6. Náttblinda (2014)
7. Vetrarmein (2020)

### Поредица „Хулда“ (Hulda)
1. Dimma (2015)[1][2][3][4]
2. Drungi (2016)
3. Mistur (2017)

### Поредица „Бялата смърт“ (White Death)
1. Hvítidauði (2019)[2]

### Разкази
публикувани на английски език
- Death of a Sunflower (2014)[2][4]
- Party of Two (2014)
- A Moment by the Sea (2014)
- A Letter to Santa (2015)
- A Postcard from Iceland (2017)
- Don’t Panic (2019)
- The Silence of the Falling Snow (2020)
- The Daughter (2020)
- A Christmas Puzzle (2020)
- The Concert (2021) – с Викингур Олафсон